# Новоалександровский сельсовет (Амурская область)
Новоалекса́ндровский сельсове́т — сельское поселение в Тамбовском районе Амурской области.
Административный центр — село Новоалександровка.

## История
11 июня 2005 года в соответствии с Законом Амурской области № 29-ОЗ муниципальное образование наделено статусом сельского поселения.

## Население
| 2002  | 2010  | 2011  | 2012  | 2013  | 2014  | 2015  |
| ----- | ----- | ----- | ----- | ----- | ----- | ----- |
| 1622  | ↘1501 | ↗1502 | ↗1517 | ↗1531 | ↗1533 | ↘1507 |
| 2016  | 2017  | 2018  | 2021  |       |       |       |
| ↘1501 | ↘1487 | →1487 | ↘1438 |       |       |       |

## Состав сельского поселения
| № | Населённый пункт  | Тип населённого пункта       | Население |
| - | ----------------- | ---------------------------- | --------- |
| 1 | Лиманное          | село                         | →153      |
| 2 | Новоалександровка | село, административный центр | ↗1345     |